# NGC 2450
NGC 2450 é uma galáxia espiral (Sbc) localizada na direcção da constelação de Gemini. Possui uma declinação de +27° 01' 10" e uma ascensão recta de 7 horas, 47 minutos e 32,2 segundos.
A galáxia NGC 2450 foi descoberta em 26 de Fevereiro de 1878 por Édouard Jean-Marie Stephan.